# Noord-Holland-Noord (verzekeraar)
Noord-Holland-Noord (NHN) was een Nederlandse ziektekostenverzekeraar, gevestigd in Alkmaar. De coöperatieve vereniging (onderlinge waarborgmaatschappij) zonder winstoogmerk was in 1986 ontstaan uit een fusie van verschillende kleinere regionale ziekenfondsen uit het noorden van Noord-Holland en de Onderlinge Ziektekostenverzekering Noord-Holland Noord. In 1992 fuseerde NHN met het toen net zelf uit een fusie gevormde Univé. NHN omvatte op dat moment de particuliere ziektekostenverzekeraar Noord-Holland-Noord en het regionaal ziekenfonds Noord-Holland-Noord.